# Aleatorización
La aleatorización o randomización es un procedimiento para la asignación, en los ensayos clínicos y de campo, de pacientes (u otras unidades de análisis) a tratamientos.
Consiste en asignar aleatoriamente (al azar) a los participantes en un ensayo a dos o más grupos de tratamiento o de control. La aleatorización es una de las formas de evitar los sesgos de selección; su propósito es el de mejorar la comparabilidad de los grupos de asignación de los tratamientos. La asignación aleatoria simple no siempre produce los efectos deseados, particularmente cuando los tamaños de muestra son pequeños; por lo que en esos casos se recurre a procesos más complejos de asignación aleatoria, tales como los bloques completos aleatorizados y la aleatorización independiente para diferentes estratos de la muestra. La minimización es un procedimiento de asignación cuasialeatorio que garantiza la similar distribución de factores pronósticos importantes entre los grupos de asignación de los tratamientos.